# Mesna
Le mesna est un composé chimique de formule HS–CH2–CH2–SO3Na.
Il s'agit d'un sel de sodium Na+ et de 2-sulfanyléthanesulfonate HS–CH2–CH2–SO3−, ce dernier étant par ailleurs la coenzyme M de la méthanogenèse chez les archées méthanogènes.
Le mesna est un adjuvant utilisé en chimiothérapie du cancer impliquant le cyclophosphamide et l'ifosfamide.

## Utilisations

### Comme adjuvant en chimiothérapie
Le mesna est utilisé au cours d'un traitement thérapeutique pour limiter l'incidence des cystites hémorragiques et de l'hématurie lorsqu'un patient reçoit de l'ifosfamide ou de la cyclophosphamide pour traitement chimiothérapeutique d'un cancer. Ces deux agents peuvent en effet être convertis in vivo en métabolites urotoxiques tels que l'acroléine H2C=CH–CHO.
Le mesna facilite la détoxination de ces métabolites en réagissant avec le groupe vinyle –CH=CH2 de l'acroléine à l'aide de son groupe sulfhydryle –SH. Il accroît également l'excrétion urinaire de la cystéine.

### Autres
En dehors de l'Amérique du Nord, le mesna est également utilisé comme expectorant, fonctionnant de façon semblable à celle de l'acétylcystéine ; il est vendu pour cet usage sous les labels Mistabron et Mistabronco.

## Administration
Le mesna est administré par intraveineuse, mais la voie orale a été étudiée.

## Mécanisme d'action
Le mesna aurait une action antioxydante.

## Spécialités
- Mistabron
- Uromitexan

## Divers
Le mesna fait partie de la liste des médicaments essentiels de l'Organisation mondiale de la santé (liste mise à jour en avril 2013).